# Polianthes geminiflora
Polianthes geminiflora är en sparrisväxtart som först beskrevs av Juan José Martinez de Lexarza, och fick sitt nu gällande namn av Joseph Nelson Rose. Polianthes geminiflora ingår i släktet Polianthes och familjen sparrisväxter.

## Underarter
Arten delas in i följande underarter:
- P. g. clivicola
- P. g. geminiflora
- P. g. graminifolia
- P. g. pueblensis